# Gerres decacanthus
Gerres decacanthus és una espècie de peix pertanyent a la família dels gerrèids.

## Descripció
- Fa 9,1 cm de llargària màxima.
- Cos platejat.[6][7]

## Hàbitat
És un peix marí i d'aigua dolça, de clima subtropical i bentopelàgic que viu fins als 10 m de fondària.

## Distribució geogràfica
Es troba al sud de la Xina.

## Observacions
És inofensiu per als humans.